# Meg & Dia
Meg & Dia var ett amerikanskt rockband bildat i Draper år 2004 av systrarna Meg och Dia Frampton som är av koreanskt påbrå. Bandet bestod även av Nicholas Price, Carlo Gimenez och Jonathan Snyder.

## Karriär
Meg och Dia är från Logan i Utah men bor nu i St. George i Utah. Deras far var DJ i Sydkorea. De är två av sex systrar i familjen där Meg är äldst. De andra är Jade, Rena, Nikki och Misty. De släppte själva sitt debutalbum Our Home Is Gone år 2005 och endast 1 000 exemplar producerades. Eftersom systrarna var ensamma i bandet var musiken på albumet mest akustisk. För att främja albumet turnerade de mycket och delade scener med bland andra Limbeck, Steel Train, Koufax, An Angle, Mêlée och The Format. Efter att par konserter med akustisk musik bestämde de sig för att ta in fler bandmedlemmar för att förbättra ljudet. De tog in trummisen Nicholas Price och senare även gitarristen Kenji Chan och basisten Ryan Groskreutz. År 2006 spelade bandet in Meg & Dias andra album Something Real med musikproducenterna Stacy Jones och Bill Leffler. Albumet släpptes den 8 augusti samma år. Det andra albumet är en förbättrad version av det första akustiska albumet och innehåller flera av det albumets låtar men även nya. Efter det andra albumet lämnade Kenji Chan för att fokusera på en solokarriär. Bandet tog då in den kanadensiska gitarristen Carlo Gimenez istället. År 2007 turnerade bandet och spelade bland annat med Anberlin, Jonezetta, Bayside, Say Anything och Saves the Day. År 2008 turnerade de för första gången i Europa, bland annat i Amsterdam, München och på flera platser i Storbritannien. Det tredje studioalbumet Here, Here and Here släpptes den 21 april 2009, över ett år efter att albumet spelats in i mars 2008. I slutet av 2010 turnerade de i USA innan de släppte sitt fjärde studioalbum Cocoon den 5 april 2011.

## Medlemmar

### Senaste medlemmar
- Dia Frampton, född 2 oktober 1987, är bandets huvudsångerska och började sjunga när hon var nio år.[2] Hon spelar även keyboard. Tillsammans med sin syster Meg startade hon bandet år 2004. År 2011 var hon med i den första säsongen av det amerikanska TV-programmet The Voice där hon slutade på andra plats.[4] Flera av hennes framförda covers i programmet tog sig in på den amerikanska singellistan.[5] Den 6 december 2011 släppte hon sitt debut-soloalbum Red.[6]
- Meg Frampton, född 3 april 1985, är både sångerska och gitarrist i bandet. Tillsammans med sin syster Dia startade hon bandet år 2004.
- Niholas (Nick) Price, född 27 maj 1984, är trummis i bandet. Han har spelat trummor sedan han var 14 år. Han växte upp i Salt Lake City i USA.
- Jonathan Snyder, född 29 juli 1986, är basist i bandet. Han har spelat bas sedan han var 13 år. Han växte upp i Bergen County i USA.
- Carlo Gimenez, född 1 september 1982, är gitarrist i bandet. Han har spelat gitarr sedan han var 9 år. Han växte upp i Vancouver i Kanada.

### Tidigare medlemmar
- Ryan Groskreutz, var basist i bandet mellan 2004 och 2005.
- Kenji Chan, var gitarrist i bandet mellan 2005 och 2006.
- Aaron McMurray, var basist i bandet en period under 2006.

## Diskografi

### Studioalbum
- 2005 – Our Home Is Gone
- 2006 – Something Real
- 2009 – Here, Here and Here
- 2011 – Cocoon